# Elymus tridentatus
Elymus tridentatus är en gräsart som först beskrevs av Chi Yen och Jun Liang Yang, och fick sitt nu gällande namn av Shou Liang Chen. Elymus tridentatus ingår i släktet elmar, och familjen gräs. Inga underarter finns listade i Catalogue of Life.